# 阿知波恵子
阿知波 恵子（あちわ けいこ）は、日本のフィギュアスケート選手（アイスダンス、女子シングル）。パートナーは能登康之。1970年、1971年全日本フィギュアスケート選手権優勝。1972年世界選手権代表。神奈川県出身。

## 経歴
神奈川県立厚木南高等学校在学中の1969年、能登康之とカップルを組み、全日本ジュニア選手権で優勝。同大会の女子シングルでは2位に入る。
1970年、全日本選手権で優勝。1971年の全日本選手権で2連覇を果たし、1972年世界選手権に選出される。初出場となった世界選手権では16位に終わる。

## 主な戦績

### アイスダンス
| 大会/年              | 1969-70 | 1970-71 | 1971-72 |
| -------------------- | ------- | ------- | ------- |
| 世界選手権           |         |         | 16      |
| 全日本選手権         |         | 1       | 1       |
| 全日本ジュニア選手権 | 1       |         |         |

### 女子シングル
| 大会/年              | 1969-70 |
| -------------------- | ------- |
| 全日本ジュニア選手権 | 2       |